# Vognsild
Vognsild – miasto w Danii, w regionie Jutlandia Północna, w gminie Vesthimmerland.